# Malik al-Mansour
Pour les articles homonymes, voir Al-Mansur.
Al-Malik al-Mansûr Nâsir ad-Dîn Muhammad ben `Imâd ad-Dîn `Uthmân (1188 † après 1216), nom raccourci par les Francs en Malik al-Mansour ou Al-Mansûr Nâsir ad-Dîn, est un sultan ayyoubide d'Égypte de 1198 à 1201, fils du sultan Al-`Aziz `Imâd ad-Dîn `Uthmân et petit-fils de Saladin.

## Biographie
Son père, le sultan Al-`Aziz `Imâd ad-Dîn `Uthmân, meurt le 29 novembre 1198 des suites d’une chute de cheval au cours d’une chasse au loup dans le voisinage des Pyramides et Al-Mansûr Nâsir ad-Dîn lui succède. Comme il n'a que neuf ans au moment de cette succession, la régence est assurée par l'atabek Baha Al-Din Karakouch. Mais la cour égyptienne craint les ambitions d’Al-Adel, frère de Saladin et sultan de Damas, et fait appel à son oncle Al-Afdhal Nûr ad-Dîn Alî, ancien sultan de Damas écarté par Al-Adel, qui se rend en Égypte où il arrive en janvier 1199 et y évince l'atabek pour prendre sa place.
Il tente de profiter de l’éloignement d’Al-Adel, qui se trouvait à Mardin, pour tenter d’assiéger Damas, mais Al-Adel le devance et arrive à Damas le 8 juin 1199. Al-Afdhal, aidé par son frère El-Malik ed-Zahir Ghazi, émir d’Alep, se présente avec son armée devant Damas le 14 juin 1199. Les deux frères temporisent, Al-Adel réussit à circonvenir une partie de leurs émirs, puis à semer la mésentente entre les deux frères qui abandonnent le siège au bout de six mois.
De retour en Égypte, Al-Afdhal disperse imprudemment son armée. Al-Adil se rend peu après en Égypte, défait les maigres forces de Bilbéis et reçoit au Caire la soumission du sultan le 5 février 1200. Al-Afdhal renonce alors au gouvernement de l’Égypte, et quitte le pays pour rejoindre son fief de Hauran. Il dépose son petit-neveu Malik al-Mansour et le fait gouverneur d’Édesse, titre probablement nominal en raison de son jeune âge.
Mais Malik al-Mansour préfère se réfugier chez son oncle Malik al-Zahir, émir d’Alep. En 1216, ce dernier, mourant décide que si ses deux fils décédaient sans enfant, l’héritier serait Malik Al-Mansour. On ignore ce qu’il est ensuite devenu.

### Sources
- René Grousset, Histoire des croisades et du royaume franc de Jérusalem - III. 1188-1291 L'anarchie franque, Paris, Perrin, 1936 (réimpr. 2006), 902 p.